# زاكاري وونغ
زاكاري وونغ (بالصينية: 黃偉賢) هو سياسي صيني، ولد في 22 ديسمبر 1957 في الصين. حزبياً، نشط في Democratic Party (Hong Kong) ‏. في 2015 Hong Kong local elections ‏، انتخب Yuen Long District councilor ‏ عن دائرة Nam Ping (constituency) ‏ وقد انضم خلال فترته النيابية ‏ (2016 – ) للكتلة البرلمانية Democratic Party (Hong Kong) ‏.